# General Salipada K. Pendatun
General Salipada K. Pendatun é um município de  quarta classe de renda municipal (d) na província Maguindanao do Sul, nas Filipinas. De acordo com o censo de 1 de maio  de  2020 possui uma população de 31 263 pessoas e 4 906 domicílios.